# John Abbott (personage)
John Abbott is een personage uit de Amerikaanse soapserie The Young and the Restless. Zijn personage werd in 1980 geïntroduceerd en sinds 1982 speelt Jerry Douglas de rol. In 2006 overleed zijn personage, maar Douglas maakte nog enkele gastoptredens als geest. Douglas zelf overleed in 2021.

## Personagebeschrijving
John is de oprichter van Jabot Cosmetics. Samen met Dina Mergeron heeft hij drie kinderen; Jack, Traci en Ashley. Dina heeft haar gezin in de steek gelaten en John voedde zijn kinderen alleen op. In 1984 kwam echter aan het licht dat Ashley niet zijn echte dochter was van John, maar die van Brent Davis. Ashley was hier kapot van en heeft dit nooit aan John verteld. Na zijn huwelijk met Jill kreeg hij nog een zoon Billy Abbott in 1993.